# 伊東温泉
伊東温泉（いとうおんせん）は、静岡県伊東市（旧国伊豆国）にある温泉。ハトヤホテルのCMで全国的に有名である。

## 泉質
- 単純温泉90％、塩化物泉10％
- 源泉数780本（日本国内で第3位）

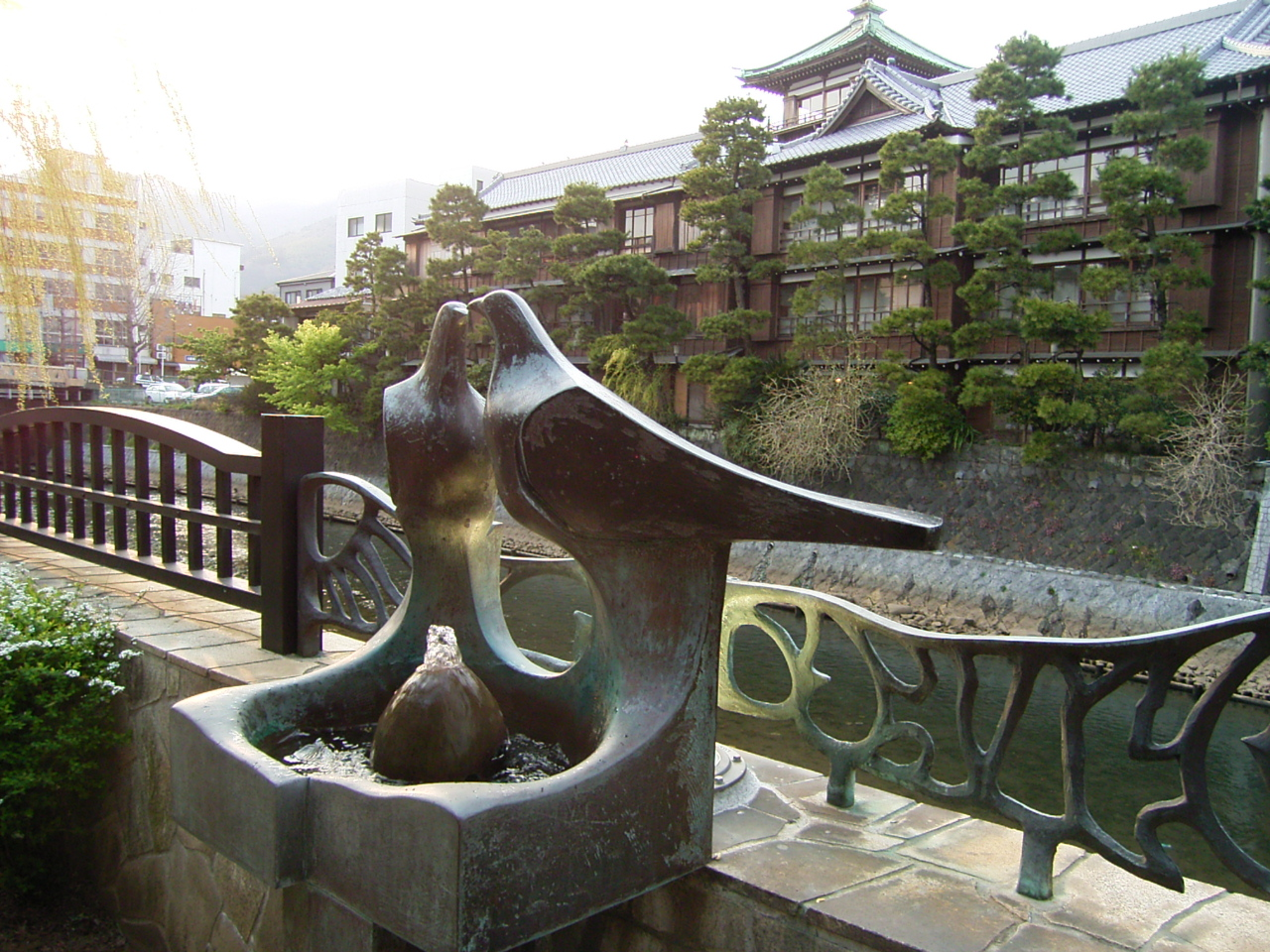
オブジェにも温泉が引かれている。後ろに見えるのは東海館

- 毎分の湧出量34,000リットル（日本国内で第3位）

上記の数字が示すように、毎分34,000リットル（平均）という大分県の別府温泉・由布院温泉次ぐ湧出量を誇り、本州一である。
温泉街中の至るところに源泉があり、50℃前後の湯が沸き出るため、加水が無い施設が多い。また50mから100ｍ程度の深度に温泉脈があるため、源泉井戸を複数持っている施設も多く、規模の大きいホテル・旅館でも源泉掛け流しを行っているのも特徴。
無味、無臭の単純温泉が主である。海沿いでは塩化物泉も見られる。
| 源泉名                      | 泉温   | 湧出量   | 泉質                                       | 深度 | 所在地                                                  | 備考                             |
| --------------------------- | ------ | -------- | ------------------------------------------ | ---- | ------------------------------------------------------- | -------------------------------- |
| 松原7号泉                   | 45.4℃  | 毎分150L | 単純温泉                                   | 130m | 伊東市東松原２３３番地の５（山喜旅館敷地内）            | 山喜旅館 自家源泉                |
| 松原14号泉                  | 40.7℃  | 毎分80L  | カルシウム・ナトリウム－塩化物温泉         | 125m | 伊東市東松原２３３番地の５（山喜旅館敷地内）            | 山喜旅館 自家源泉                |
| 松原25号泉                  | 26.3℃  | 毎分80L  | アルカリ性単純温泉                         | m    | （旅館「東海館」敷地内）                                | 東海館 自家源泉                  |
| 松原156号泉                 | 37.5℃  | 毎分120L | ナトリウム－塩化物温泉                     | m    | 伊東市松川町468-13                                      | 市営温泉                         |
| 松原170号泉                 | 35.0℃  | 毎分150L | 単純温泉                                   | m    | 伊東市銀座元町7-35                                      | 市営温泉                         |
| 岡84号泉                    | 51.6℃  | 毎分121L | ナトリウム・カルシウム－塩化物・硫酸塩温泉 | m    | 静岡県伊東市広野1-697-4                                 | 市営温泉                         |
| 岡156号泉                   | 54.1℃  | 毎分81L  | 単純温泉                                   | 120m | 静岡県伊東市岡２８１（伊東ホテルジュラク敷地内）        | 伊東ホテルジュラク自家源泉       |
| 岡158号泉                   | 57.5℃  | 毎分72L  | 単純温泉                                   | 120m | 静岡県伊東市岡２８１（伊東ホテルジュラク敷地内）        | 伊東ホテルジュラク自家源泉       |
| 岡159号泉                   | 52.7℃  | 毎分72L  | 単純温泉                                   | 150m | 静岡県伊東市岡２８１（伊東ホテルジュラク敷地内）        | 伊東ホテルジュラク自家源泉       |
| 岡160号泉                   | 53.8℃  | 毎分100L | カルシウム・ナトリウム－塩化物温泉         | 120m | 静岡県伊東市岡３０８（ハトヤホテル敷地外北側）          | 陽気館（露天風呂）自家源泉       |
| 岡165号泉                   | 39.0℃  | 毎分97L  | 単純温泉                                   | m    | 伊東市末広町３３７－２（「陽気館」敷地内）              | 陽気館（内風呂）自家源泉         |
| 岡172号泉                   | ℃      | 毎分140L | ナトリウム・カルシウム－塩化物・硫酸塩温泉 | m    | 静岡県伊東市岡391（マンション「サニークレスト」目の前） | 市営温泉                         |
| 岡188号泉（現在廃止）       | 53.5℃  | 毎分90L  | 単純温泉                                   | 120m | 伊東市末広町7-8                                         | 「マンダリン岡本ホテル」自家源泉 |
| 岡189号泉                   | 50.6℃  | 毎分63L  | 単純温泉                                   | m    |                                                         | 「ハトヤホテル」自家源泉         |
| 岡221号泉                   | 55.6℃  | 毎分185L | 単純温泉                                   | m    |                                                         |                                  |
| 岡230号泉                   | 50.7℃  | 毎分81L  | 単純温泉                                   | 257m | 静岡県伊東市岡２８１（伊東ホテルジュラク敷地内）        | 伊東ホテルジュラク自家源泉       |
| 岡246号泉                   | 57.5℃  | 毎分150L | アルカリ性単純温泉                         | m    |                                                         | 「ハトヤホテル」自家源泉         |
| 岡247号泉                   | 50.47℃ | 毎分72L  | 単純温泉                                   | 280m | 静岡県伊東市岡２８１（伊東ホテルジュラク敷地内）        | 伊東ホテルジュラク自家源泉       |
| 岡248号泉                   | 52.6℃  | 毎分120L | 単純温泉                                   | 224m | 静岡県伊東市岡２８１（伊東ホテルジュラク敷地内）        | 伊東ホテルジュラク自家源泉       |
| 岡249号泉                   | 50.7℃  | 毎分72L  | アルカリ性単純温泉                         | 400m | 静岡県伊東市岡２８１（伊東ホテルジュラク敷地内）        | 伊東ホテルジュラク自家源泉       |
| 岡254号泉                   | 47.4℃  | 毎分100L | ナトリウム・カルシウム－塩化物・硫酸塩温泉 | m    |                                                         |                                  |
| 岡255号泉                   | 53.3℃  | 毎分100L | アルカリ性単純温泉                         | m    |                                                         | 「ハトヤホテル」自家源泉         |
| 岡260号泉                   | 52.4℃  | 毎分120L | アルカリ性単純温泉                         | m    |                                                         | 「ハトヤホテル」自家源泉         |
| 岡276号泉                   | 55.1℃  | 毎分120L | 単純温泉                                   | m    | 静岡県伊東市岡273（「ハトヤホテル」敷地外南側）         | 市営温泉                         |
| 岡284号泉                   | 52.7℃  | 毎分184L | 単純温泉                                   | 150m | 伊東市岡372-3                                           | 市営温泉                         |
| 鎌田8号泉                   | 49.9℃  | 毎分75L  | 単純温泉                                   | 180m | 伊東市桜ヶ丘1丁目161-3                                  | 市営温泉                         |
| 鎌田19号泉                  | 48.0℃  | 毎分72L  | 単純温泉                                   | 150m |                                                         | 「ハトヤホテル」自家源泉         |
| 湯川1号泉                   | 27.5℃  | 毎分200L | 単純温泉                                   |      |                                                         |                                  |
| 湯川33号泉                  | 41.9℃  | 毎分120L | カルシウム・ナトリウム－塩化物温泉         | 150m | 伊東市湯川543（「伊東ガス」本社敷地内）                 | 「伊東パウエル」自家源泉         |
| 湯川55号泉                  | 65.0℃  | 毎分 L   | ナトリウム・カルシウム－塩化物温泉         | 270m | 伊東市湯川字堤297-6（「久遠」敷地内）                   | 「久遠」自家源泉                 |
| 湯川62号泉                  | 33.8℃  | 毎分150L | ナトリウム・カルシウム－塩化物・硫酸塩温泉 | 375m | 伊東市湯川572-12（「サンハトヤ」駐車場敷地内）          | 「サンハトヤ」自家源泉           |
| 湯川68号泉                  | 37.7℃  | 毎分170L | カルシウム・ナトリウム－塩化物温泉         | 380m | 伊東市湯川571-17（道の駅マリンタウン敷地内）            | 道の駅マリンタウン自家源泉       |
| 対島24号泉（三の原1号温泉） | 71.1℃  | 毎分150L | カルシウム・ナトリウム－硫酸塩・塩化物泉   | m    | 伊東市富戸字三野原                                      | 伊豆急行所有源泉                 |
| 対島28号泉                  | 40.7℃  |          | アルカリ性単純温泉                         | m    | 静岡県伊東市富戸1317-5243                               | 「エクシブ伊東」自家源泉         |
| 対島30号泉                  | 55.1℃  | 毎分130L | カルシウム・ナトリウム－硫酸塩・塩化物泉   | m    | 静岡県伊東市富戸１２４１−２                             | 「源泉と離れのお宿 月」自家源泉  |
| 対島36号泉（伊豆高原1号）   | 46.5℃  | 毎分90L  | カルシウム・ナトリウム－硫酸塩・塩化物泉   | m    | 伊東市八幡野字二タ塚                                    | 伊豆急行所有源泉                 |
| 小室13号泉（三の原2号温泉） | 67.9℃  | 毎分120L | カルシウム・ナトリウム－硫酸塩・塩化物泉   | m    | 伊東市吉田字沢向                                        | 伊豆急行所有源泉                 |

## 温泉街
駅前から海側に温泉街が広がる。旅館、大型ホテルなどが広範囲に数多く存在するのが特徴。遊技場なども数少ないながら現存している。飲み屋も多く、昔の歓楽街的温泉の要素も数多く現存する。
温泉街には10軒の共同浴場が存在し、そのうちの8つには七福神の像が飾ってある（布袋のみ2軒存在）。これは、伊東の中心部に七福神にまつわる寺社があることから、それに因んでいるとされる。共同浴場巡りのスタンプラリーも行われている。共同浴場は市外の人も有料で利用できる。
近江俊郎が1948年（昭和23年）にリリースした曲「湯の町エレジー」の舞台でもある。

## 歴史
開湯は平安時代とされる。江戸時代には徳川家光への献上湯を行い、湯治場としても栄えた。
明治以降は、幸田露伴、川端康成などの多くの文人も伊東を訪れた。戦後は歓楽街温泉としても栄えた。

## 閉館した施設
- 伊東園ホテル（旧）
  - 静岡県伊東市松原691
  - 1999年8月に負債14億円で破産し事業停止。その後現在の新経営者により現在の伊東園ホテルとなる。

- タワーホテル新松原
  - 静岡県伊東市松原691
  - 2000年9月に閉館。その後放置され廃墟となっていたが、2019年に解体。

- 伊東水明荘
  - 静岡県伊東市湯田町8-18
  - 2001年頃に閉館。その後放置され廃墟となっている。

- 旅館いば葉
  - 静岡県伊東市東松原町12-13
  - 2007年に廃業。現在は外国人向け宿泊施設K`s Houseとなっている。

- ホテル湯湯園
  - 静岡県伊東市猪戸2-1-4
  - 現在は「ラフォーレ伊東」の駐車場となっている。

- わかつき 別邸
  - 静岡県伊東市湯田町6-30
  - 2010年4月で廃業。その後日帰り温泉として営業していたが、2015年に閉鎖。

- 伊東マンダリン岡本ホテル
  - 静岡県伊東市桜木町2-9-5
  - 岡本ホテルグループ倒産に伴い閉鎖、2016年に解体。

- 伊東グランドホテル
  - 静岡県伊東市宝町3-3
  - 2014年9月に負債4億1000万円で経営破綻。現在は解体されてドラッグストアとなっている。

- 川秀 伊東旅館
  - 静岡県伊東市松原742-2
  - 2014年廃業。

- ひさご荘
  - 静岡県伊東市桜ガ丘1丁目1-5
  - 2015年廃業。

- ニュー 三浜館
  - 静岡県伊東市東松原町1-8
  - 2015年ころに廃業。

- 東栄ホテル あいおら
  - 静岡県伊東市瓶山1丁目12-1
  - 2016年10月に廃業。

- 伊東第一ホテル
  - 静岡県伊東市猪戸1丁目8-8
  - 2019年11月に廃業。現在は老人ホームとなっている。

## アクセス
- 鉄道：JR東日本伊東線・伊豆急行伊豆急行線伊東駅そば。
- 自家用車：西湘バイパス石橋インターチェンジから国道135号経由。